# Baron Rivers
Baronowie Rivers 1. kreacji (parostwo Anglii)
- 1299–1311: John Rivers, 1. baron Rivers
- 1311–1340: John Rivers, 2. baron Rivers

Baronowie Rivers 2. kreacji (parostwo Anglii)
- 1448–1469: Richard Woodville, 1. baron Rivers
- następni baronowie, patrz: hrabiowie Rivers 1. kreacji

Baronowie Rivers 3. kreacji (parostwo Wielkiej Brytanii)
- 1776–1803: George Pitt, 1. baron Rivers
- 1803–1828: George Pitt, 2. baron Rivers

Baronowie Rivers 4. kreacji (parostwo Zjednoczonego Królestwa)
- 1802–1803: George Pitt, 1. baron Rivers
- 1803–1828: George Pitt, 2. baron Rivers
- 1828–1831: William Horace Pitt-Rivers, 3. baron Rivers
- 1831–1866: George Pitt-Rivers, 4. baron Rivers
- 1866–1867: Henry Peter Pitt-Rivers, 5. baron Rivers
- 1867–1880: Horace Pitt-Rivers, 6. baron Rivers